# Harpactea eskovi
Harpactea eskovi este o specie de păianjeni din genul Harpactea, familia Dysderidae, descrisă de Dunin, 1989. Conform Catalogue of Life specia Harpactea eskovi nu are subspecii cunoscute.